# Paton BIC 500 8v BM 3
La Paton BIC 500 8v BM 3 è una moto da competizione realizzata nel 1975 dalla casa motociclistica milanese Paton ed è stata l'ultima di una serie di moto spinte dal motore bicilindrico a quattro tempi da mezzo litro di cilindrata con distribuzione plurivalvole.
Il suo telaio era stato commissionato alla riminese Bimota, che in quegli anni aveva già un'ottima reputazione come telaista e in seguito avrebbe fornito prodotti vincenti alla AMF Aermacchi sulle moto marchiate Harley Davidson e alla Yamaha.